# Microdesmis afrodecandra
Microdesmis afrodecandra là một loài thực vật có hoa trong họ Pandaceae. Loài này được Floret, A.M.Louis & J.M.Reitsma mô tả khoa học đầu tiên năm 1989.